# Battuta flottante
La battuta flottante, o battuta a foglia morta, è una tecnica di battuta usata nello sport della pallavolo.
Molto usata soprattutto dalle squadre femminili, è una battuta in cui la palla deve essere colpita in maniera secca e rapida, con la mano aperta e tesa, sul palmo della mano, così da non imprimerle alcun tipo di rotazione, che andrebbe ad inficiarne efficacia, creando così l'effetto flot, ossia quando la palla in aria segue una via propria, cadendo prima o cadendo dopo, curvando verso destra o verso sinistra senza che il battitore possa deciderlo, rendendo così molto difficile la comprensione della traiettoria dal ricevitore avversario. Può essere eseguita con entrambi i piedi poggiati sul pavimento oppure con un piccolo salto.
Battuta float
- Assumi una posizione corretta degli arti inferiori, mettendo il piede opposto alla mano con cui si servirà avanti.
- Tieni palla nella mano non dominante, davanti a te con il braccio disteso, senza però bloccare il gomito.
- Porta il braccio con cui servirai accanto al capo, vicino all'orecchio, con il gomito piegato verso l'alto. In questo modo prepari il braccio per la battuta.
- Alza la palla davanti a te, a circa 30-40 centimetri dalla mano di alzata.
- Cerca di colpire la palla con tutto il peso del corpo, soprattutto sfruttando la potenza delle gambe, fondamentale per servire con forza.
- Ricorda di colpire la palla al centro della sua sfera, in questo modo la palla durante la traiettoria verso il campo avversario non assumerà una rotazione, e riuscirà ad avere una direzione imprevedibile per la ricezione avversaria.
- Subito dopo il servizio non rimanere fermo ad osservare il possibile punto, bensì ritorna nel campo pronto a ricevere la palla nuovamente.

Battuta in salto float
- Assumi la stessa posizione degli arti inferiori della battuta float.
- Tieni la palla in una o due mani, con le braccia leggermente flesse.
- Alza la palla davanti a te a circa 50 centimetri dal palmo della mano, assicurandoti di aver eseguito un lancio né troppo alto, né troppo basso.
- Immediatamente dopo il lancio della palla salta di circa 40 centimetri da terra.
- Subito dopo il salto colpisci la palla come hai fatto con il servizio dall'alto float a terra.